# ديانا لامبرت
ديانا لامبرت (بالإنجليزية: Diana Lambert)‏ هي ممثلة بريطانية، ولدت في 17 سبتمبر 1931، وتوفيت في 1995.

## وصلات خارجية
- ديانا لامبرت على موقع IMDb (الإنجليزية)
- ديانا لامبرت على موقع قاعدة بيانات الفيلم (الإنجليزية)